# Yo, una mujer
Yo, una mujer fue una serie de televisión, emitida por Antena 3 en 1996.

## Argumento
Elena y Fernando llevan 28 años casados. Sus tres hijos son ya mayores y no los necesitan. Cercana la crisis de los cincuenta, el matrimonio comienza a hacer agua. Ante la sorpresa e incomprensión de su familia, Elena, la víspera de su cumpleaños, toma la decisión de abandonar el hogar familiar e instalarse en un hotel. Pero además deberá hacer frente a la muerte de su madre y a un tumor cerebral

## Reparto
- Concha Velasco ... Elena Andrade
- Ramón Langa
- Víctor Valverde ... Fernando
- Cayetana Guillén Cuervo ... Paula
- Pilar López de Ayala ... Aranua
- Aitor Merino ... Nando
- Isabel Serrano ... Irene
- Silvia Tortosa
- María José Goyanes
- Javier Escrivá
- Lola Cardona
- Juan Carlos Martínez Antuña

## Ficha Técnica
- Dirección: Ricardo Franco
- Producción: José Frade, Santiago Moncada
- Música: Eva Gancedo
- Montaje: Daniel Cebrián
- Dirección Artística: Alejandra Frade
- Dirección de Fotografía: Tote Trenas